# Abla (Syria)
Abla (arab. عبلة) – wieś w Syrii, w muhafazie Aleppo. W 2004 roku liczyła 517 mieszkańców.